# 铌酸盐
铌酸盐是指铌(Nb)形成的含氧酸盐，常见的形式有偏铌酸盐NbO3−和正铌酸盐NbO43−。

## 制备
铌酸盐可由相应金属的氧化物、氢氧化物或碳酸盐和五氧化二铌共熔制备。例如加热碳酸锂和五氧化二铌的混合物，可以制得偏铌酸锂：
Li2CO3 + Nb2O5 → 2 LiNbO3 + CO2↑
加热氧化亚钴和五氧化二鈮的混合物可以得到偏铌酸钴：
CoO + Nb2O5 → Co(NbO3)2
镧系金属氧化物和五氧化二铌反应，得到正铌酸盐：
La2O3 + Nb2O5 → 2 LaNbO4